# 17098 Ікедамай
17098 Ікедамай (17098 Ikedamai) — астероїд головного поясу, відкритий 10 травня 1999 року.
Тіссеранів параметр щодо Юпітера — 3,410.